# اوچ-ترک (شهرستان تاق‌تاگل)
اوچ-ترک (به لاتین: Üch-Terek) یک منطقهٔ مسکونی در قرقیزستان است که در شهرستان تاق‌تاگل واقع شده‌است. اوچ-ترک ۳٬۷۱۷ نفر جمعیت دارد.